# WISE 1311+0122
WISE 1311+0122 (= EQ J1311+0122) is een bruine dwerg met een spectraalklasse van T9. De ster bevindt zich 52,61 lichtjaar van de zon.